# Ricardo Cundom
Ricardo Luis Cundom (Córdoba, 14 de octubre de 1955) es un militar argentino veterano de guerra de Malvinas en situación de retiro con el grado de teniente general. Fue jefe del Estado Mayor General del Ejército (JEMGE) desde el 24 de junio de 2015 hasta el 25 de enero de 2016.

## Carrera

### Oficial subalterno
Ingresó en 1974 al Colegio Militar de la Nación. Tres años después, en diciembre de 1977 egresó como subteniente del arma de infantería.
Siendo oficial subalterno sirvió en el Comando de Aviación de Ejército y en el Batallón de Aviación de Combate 601.
En 1982 participó en la Guerra de las Malvinas, desempeñándose como piloto de helicóptero. Cundom fue distinguido por el arma que integra por su desempeño en la «Campaña Conflicto Armado con el Reino Unido de Gran Bretaña e Irlanda del Norte por la Recuperación de las Islas Malvinas, Georgias del Sur y Sandwich del Sur».

### Oficial jefe
Revistó en la Jefatura de Agrupación de Aviación de Ejército 601, en el Batallón de Helicópteros de Asalto 601, y también lo hizo dentro del Comando de Aviación de Ejército. En todos estos destinos, se desempeñó en calidad de oficial jefe.

### Oficial superior
Siendo oficial superior prestó servicios en el Comando de Aviación de Ejército. En México fue destinado a la Agregaduría de Defensa Militar, Aeronáutica y Naval de Argentina en ese país. Con posterioridad estuvo destinado en la Inspección General del Ejército, luego en la Dirección de Aviación del Ejército y en el Estado Mayor Conjunto de las Fuerzas Armadas, siendo comandante operacional de las FF. AA.
El 24 de junio de 2015 se lo designó —siendo aún general de división— como jefe del Estado Mayor General del Ejército, en reemplazo del saliente titular, teniente general César Milani. El 29 de julio del mismo año, fue promovido a teniente general, tras obtener la aprobación de su pliego de ascenso al grado inmediato superior por ambas cámaras del poder legislativo.
El 25 de enero de 2016 fue reemplazado como jefe de Estado Mayor General del Ejército, pasando a retiro.

## Condecoraciones y distintivos
Durante su carrera ha recibido numerosas condecoraciones y distintivos:
- “Oficial de Estado Mayor” Escuela Superior de Guerra (Argentina)
- Oficial de Estado Mayor Conjunto (Escuela Superior de Guerra Conjunta)
- Distintivo por la Campaña Malvinas (Ejército Argentino)
- Distinción Naval (Secretaría de Marina de la Armada de México)
- Medalla El Honorable Congreso de la Nación a los Combatientes en Malvinas
- Medalla al Mérito Militar (Secretaría de la Defensa Nacional)
- Medalla al Mérito de la Aviación de Ejército
- Medalla al Mérito de infantería
- Instructor de Vuelo
- Aptitud Especial de Asalto Aéreo
- Aptitud Especial de Comando
- Aptitud Especial de Paracaidista Militar
- Instructor Andino
- Distintivo por años de servicio en el sur
- Aptitud Aplicativa al Combate
- Distintivo Ejercicio de Comando (III)
- Distintivo Cte./Jefe de Subdirección de Elemento primera designación
- Distintivo años de servicio (30 años)
- Reconocimiento Honorífico del Ejército de Tierra, otorgado por el Reino de España
- Reconocimiento al mérito militar, otorgado por la Secretaría de la Defensa Nacional de México
- Distinción “Orden del Mérito Mariscal José Félix Estigarribia”, otorgada por el Ejército del Paraguay
- Distinción “Orden de Mérito Newberiano en primer Grado”, otorgada por el Instituto Nacional Newberiano